# 최두환
최두환(崔斗煥, 1941년 2월 11일~2002년 8월 29일)은 대한민국의 정치인이다. 제14대 국회의원을 지냈다.

## 학력
- 연세대 행정학과 학사
- 육군보병학교 졸
- 연세대 대학원 행정학 석사
- 미국 서던캘리포니아 대학교 행정대학원 행정학 석사

## 경력
- ROTC(연대1기회장ㆍ국회동우회장ㆍ중앙회부회장)
- 국회통일안보연구회장
- 통일민주당 서울 강서 을 지구당 위원장
- 민주당 총재특보ㆍ사무차장
- 민주당 당무위원
- 민주당 재무위간사
- 민주당 원내부총무

## 역대 선거 결과
|  | 21.6% |

|  | 27.04% |

|  | 31.44% |

|  | 32.98% |